# معسكر هولتسميندن لأسرى الحرب

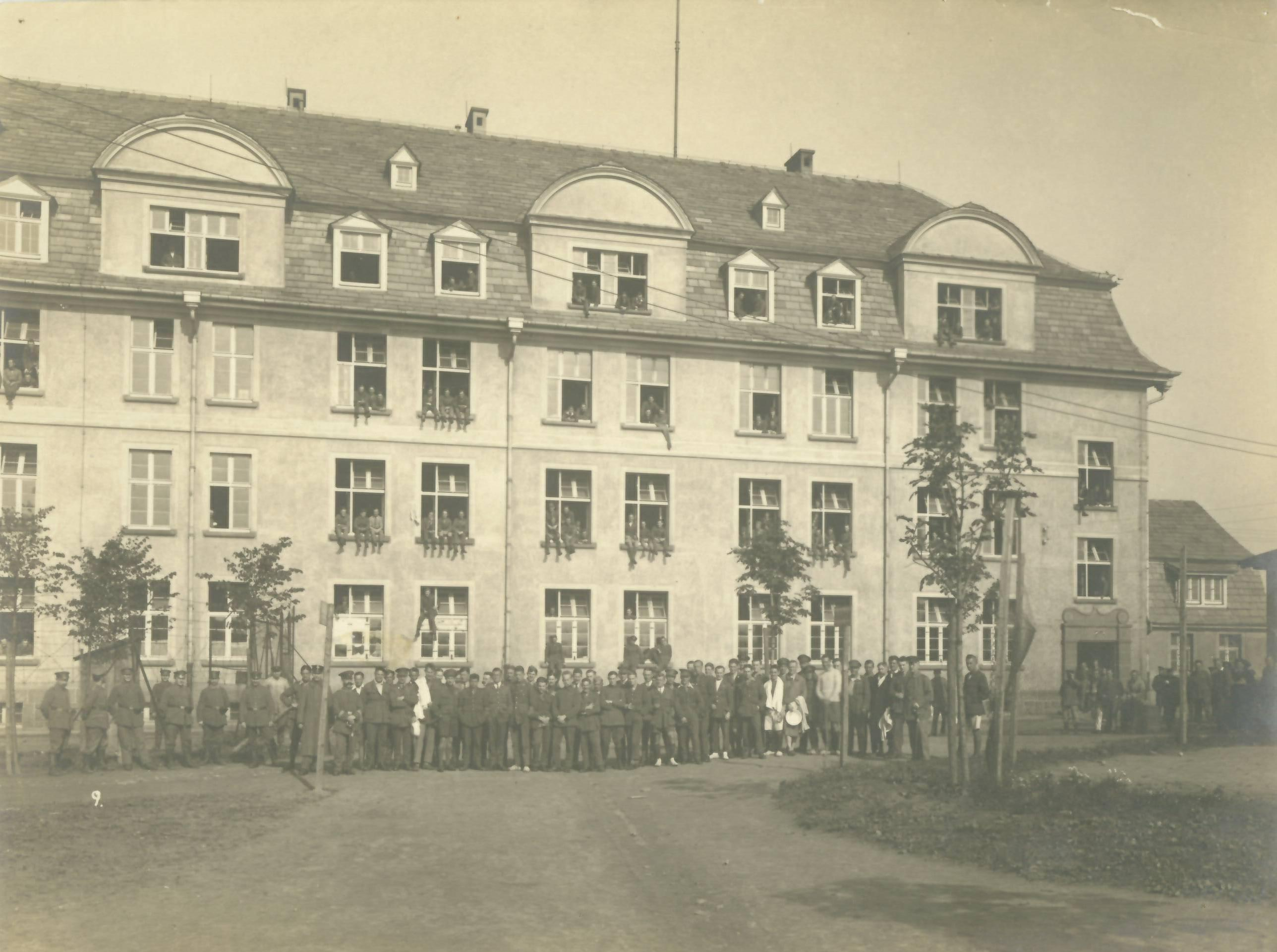
كازيرن ب في معسكر أسرى الحرب في هولزميندن، مع أسرى بريطانيين وحراس ألمان. أواخر عام 1918.

كان معسكر هولتسميندن لأسرى الحرب معسكرًا لأسرى الحرب العالمية الأولى من البريطانيين وضباط الإمبراطورية البريطانية، وقع في هولتسميندن، ساكسونيا السفلى، ألمانيا. افتُتح في سبتمبر 1917، وأُغلق مع الترحيل النهائي للسجناء إلى وطنهم في ديسمبر 1918. يُذكر على أنه كان موقعًا لأكبر عملية هروب للأسرى في تلك الحرب، في يوليو 1918: هرب 29 ضابط عبر نفقٍ، وأفلت عشرة منهم من محاولة إعادة أسر لاحقة وتمكنوا من العودة إلى بريطانيا.
يجب عدم الخلط بين معسكر أسرى الحرب هذا ومعتقل هولتسميندن، وهو عبارة عن مخيمين أكبر بكثير (واحد للرجال والآخر للنساء والأطفال) يقع في ضواحي المدينة، احتُجز فيه المعتقلون المدنيون. كان المعتقلون بمعظمهم مواطنين بولنديين وروس وبلجيكيين وفرنسيين، إضافة إلى عدد قليل من البريطانيين.

## المخيم
افتُتح معسكر أسرى الحرب في بداية سبتمبر 1917، وكان تحت إشراف قوات الفيلق إكس، ومقرها هانوفر. كان هناك معسكرات أخرى للضباط تحت قيادة الفيلق إكس، وجميعها أصغر من سابقتها، وقعت في كلاوستال وستروهن وشوارمشتيت. نُقلت دفعة الأسرى الأولى بمعظمها من هذه المخيمات، ونُقل أسرى آخرون من فرايبورغ وكريفيلد، بعد اكتظاظهم.
ضم المعسكر ما بين 500 و600 ضابط سجين. كان هناك أيضًا نحو 100 – 160 سجين من الرتب الأخرى، لُقبوا بالمراسيل: عمل هؤلاء الرجال خدمًا للضباط وأدوا مهام خدمية أخرى حول المعسكر.
شغل المعسكر مباني ثكنة سلاح الفرسان التي شيدت في عام 1913. كانت المباني الرئيسية، التي استقر فيها السجناء، عبارة عن مبنيين من أربعة طوابق، عُرفت لدى الألمان باسم كاسيرن (ثكنة) إيه وكاسيرن بي، ولدى البريطانيين باسم مسكن إيه ومسكن بي. رغم أن الجزء الأكبر من كلا المبنيين كان يؤوي سجناء ضباط، فقد قُسم كلاهما داخليًا: شكل الطرف الغربي من الثكنة إيه ما يُعرف بالكوماندانتور، حيث جرى إيواء الحامية الألمانية؛ في حين شغل المراسيل الطرف الشرقي من الثكنة بي. حوت الطوابق السفلية زنازين أمكن احتجاز السجناء فيها انفراديًا كنوع من العقاب. كان هناك العديد من المباني الخشبية المكونة من طابق واحد أمام الثكنات وكانت بمثابة مرافق خدمة، بما في ذلك المطابخ ومخزن للحطب وحمام وغرفة تخزين.

## عمليات هروب
منذ البداية، حاول العديد من السجناء الضباط الفرار من المعسكر. شملت أساليب الهروب قطعهم للسياج الخارجي، والمشي عبر البوابات متنكرين في زي حراس ألمان، أو عمال مدنيين، أو (في إحدى المرات) امرأة. كانت العديد من عمليات الهروب هذه ناجحة في البداية، إلا أنه كان يُمسك بجميع الهاربين تقريبًا في غضون أيام.
كان الهروب الأكبر والأكثر شهرة هو ذلك الذي حدث عبر نفقٍ، في ليلة 23/24 يوليو 1918. كان النفق قيد الحفر منذ نحو تسعة أشهر. كان مدخله مخفيًا تحت بيت الدرج في مهجع المراسيل في الثكنة بي. نظرًا لأنه كان محظورًا على الضباط دخول مهاجع المراسيل، فقد كان على الحفارين في الأشهر الأولى الوصول إليه عن طريق التنكر بزي المراسيل. في مرحلة لاحقة، أُنشأ منفذٌ سري بين مهاجع الضباط والمراسيل في العلية. انتظر 86 ضابطًا الفرار، ولكن في الليل، انهار النفق جزئيًا على الرجل الثلاثين، مما أدى إلى التخلي عن الفكرة. من التسعة والعشرين الذين هربوا، نجح عشرة في إيجاد طريقهم إلى هولندا المحايدة والعودة إلى بريطانيا في نهاية المطاف. كان من بينهم العقيد تشارلز راثبورن، كبير الضباط البريطانيين في المعسكر، والذي – بسبب لغته الألمانية الجيدة – تمكن من السفر عن طريق السكك الحديدية دون إثارة الشكوك، وتمكن من عبور الحدود الهولندية بعد خمسة أيام فقط. تحرك الهاربون الآخرون سيرًا على الأقدام، واستغرق وصول معظمهم 14 يومًا على الأقل.